# Grünewald (Alemanha)
Grünewald é um município da Alemanha, situado no distrito de Oberspreewald-Lausitz, no estado de Brandemburgo. Tem 13,44 km² de área, e sua população em 2019 foi estimada em 532 habitantes.